# Nederlandse Meubelprijzen
De Nederlandse Meubelprijzen was een jaarlijkse meubelontwerpwedstrijd in Nederland, georganiseerd van 1985 tot en met 1998. Dit was een initiatief van de Jaarbeurs Utrecht en de Vereniging van Vakbeurs Meubel (VVM).

## Algemeen
Deze designprijs werd jaarlijks uitgereikt. In 1985 is het begonnen met drie prijzen voor meubelontwerpen: de Prijs voor het beste Nederlandse meubelontwerp, de Stijlprijs, en de Meubel van het jaar. In het jaar erop is een vierde prijs ingevoerd, de Prijs voor jonge Ontwerpers. In de plaats van de stijlprijs kwam er de laatste jaren de Prijs voor Industriële Productkwaliteit.
Naast een hoofdprijs werden per categorie jaarlijk al dan één of meerdere eervolle vermeldingen uitgereikt. Met enige regelmaat werden in een bepaalde categorie ook geen hoofdprijs uitgereikt indien de jury van mening was, dat de productkwaliteit in de bepaalde categorie dat jaar niet toereikend was geweest.
De inzendingen van de Nederlandse Meubelprijzen werden jaarlijk tentoongesteld. Langere tijd was dit op een jaarlijkse Internationale Meubelbeurs in de Utrechtse jaarbeurs. In 1997 was dit in de Kunsthal Rotterdam, en op de Woonbeurs in de Prins Bernhardhoeve te Zuidlaren. In 1998 vond de uitreiking plaats in de Naardense Promerskazerne. De laatste uitreiking in 1999 vond weer plaats in de Jaarbeurs tijdens Interdecor-woonbeurs in Utrecht.

## De jury
De jury bestond veelal per categorie uit drie personen met een bekende ontwerper en een meubelfabrikant, regelmatig aangevuld met afgelopen prijswinners. Bekende vaste juryleden waren Sem Aardewerk, Willem van Ast, Gerard van den Berg, Jan des Bouvrie, Rob Eckhardt, Ton Haas, en Jan Pesman.
Andere juryleden waren onder andere Thijs Asselbergs in 1985, en Karel Boonzaaijer

## Prijswinnaars 1985-1999
| Jaar | Prijs voor beste Nederlandse meubelontwerp | Stijlprijs e.a. | Meubel van het jaar | Prijs voor jonge ontwerpers |
| ---- | --- | --- | --- | --- |
| 1985 | stoel Antilope, ontwerpers Karel Boonzaaijer en Pierre Mazairac, fabrikant Katinova | niet toegekend | stoel DES 2021, ontwerper Gerard van den Bergh, fabrikant Rohe Design                                                        | n.v.t. |
| 1986 | niet toegekend | secretaire ontwerper Theo Salet, fabrikant Kreos | Turner stoel, ontwerper Jack Crebolder, fabrikant Dover Design                                                               | Chaise longue, ontwerper Annelies de Leede |
| 1987 | Zitelement Pouffe garni, ontwerper Rob Eckhardt, fabrikant UMS-Pastoe | fauteuil Gina, ontwerper Bep van Mourik, fabrikant HF-style | 3-zitsbank Cobra, ontwerper Jack Crebolder, fabrikant Dover Design                                                           | Tafel met glazen blad, ontwerper Ron Hermes, fabrikant Hennie de Jong |
| 1988 | klaptafel Volante; ontwerper Peter Schreuder Goedheijt, fabrikant Hennie de Jong | stoel Bulusari-Sat 1-1, ontwerper Henk de Vlies, fabrikant Moduar systems | bed Chailenge, ontwerper Martin Haksteen, fabrikant Luimes & Wiggers                                                         | Divi-Divi 890, ontwerper Mark van Tilburg |
| 1989 | fauteuil Pallone 001, ontwerper Roy de Scheemaker, fabrikant Leolux | bureau, ontwerp als mede fabrikant Jan Malschaert - Prijs voor het Nederlands klassieke meubel : in 1989 niet toegekend | glazen stoel Xinix, ontwerp Theo Valk, fabrikant design - eervolle vermelding voor Boris van Koert voor zijn bankstel Tulp 3 | cocktailkast Diavolo in corpo, ontwerper Erikjan Roodbol - eervolle vermelding voor kamerscherm                                                                            |
| 1990 | zitmeubel Disk, ontwerper Pieter de Moor, fabrikant PM-design - Eervolle vermelding fauteuil 5470 F, ontwerper Jan des Bouvrie | fauteuil 5470 F, ontwerper Jan des Bouvrie, fabrikant Meubelindustrie Gelderland - Prijs voor het Nederlandse klassieke meubel : ladekast Kolom, ontwerp Dick Dankers, fabrikant The Frozen Fountain | Hit the road, ontwerper William Brand - Eervolle vermelding Wim Bertram, beweegbare werk/vergadertafel Spinning Image        | Puntkastje; ontwerper Margo Bockting |
| 1991 | wandtafel Dakota, ontwerper Jan Harm ter Brugge, fabrikant J.H. ter Brugge Design | wandtafel Dakota, ontwerper Jan Harm ter Brugge, fabrikant J.H. ter Brugge Design - Prijs voor het Nederlandse klassieke meubel : eetkamerstoel 9017 B, ontwerper en fabrikant Hans van 't Leven | kinderledikant Mels box, ontwerper Yko Buursma. Fabrikant Yko Buursma                                                        | tafel Gwydion. ontwerper Jan Willem Vroom |
| 1992 | niet toegekend | vitrinekastsysteem morph, ontwerper Barro de Gast - Prijs voor het Nederlandse klassieke meubel : kast Twist'n, ontwerper Theo Salet, fabrikant Theo Salet meubelvormgeving | zit-, slaapmeubel Play, ontwerper Eric Djie, fabrikant Djie                                                                  | stoel (zonder naam) ontwerper Hugo Timmermans |
| 1993 | Sinaasappelkast, ontwerper en fabrikant Hugo Timmermans, fabrikant Hugo Timmermans | Extra Tafeltje, ontwerper Huub Looze - Prijs voor het Nederlands klassieke meubel : Sloophout kast, ontwerper en fabrikant Piet Hein Eek | Stoel Welcome, ontwerper Gerrit Schilder                                                                                     | Wieg nr xx, ontwerper Peter Bedner |
| 1994 | niet toegekend - Eervolle vermelding : zitmeubel seizoenen van Ulf Moritz en fabrikant Montis | de stoel "Toto" van Ellen Janssen - Eervolle vermelding : het stoeltje Zodiac van Rik Tuithof Prijs voor Industriële productkwaliteit : de stoel "Toto" van Ellen Janssen - Eervolle vermelding de "Kruiskast" van Hugo Timmermans - Eervolle vermelding het verlichtingsornament La Mosca Ligh van Marcel Douwe Dekker Prijs voor het Nederlands meubelontwerp bij buitenlandse fabrikanten: niet toegekend | n.v.t. | Spreekgestoelte Lectern, ontwerper Titus Hertzberger - Eervolle vermelding: de stoel "Toto" van Ellen Janssen                                                              |
| 1995 | tafel H10, ontwerper en fabrikant Ben Hoek | n.v.t. | klapstoel De Vierschaar, ontwerper Marco Arwert                                                                              | Kasten, Remke Brouwer |
| 1996 | hangende boekenkast, ontwerper en fabrikant Ben Hoek | n.v.t. Prijs voor Industriële produktkwaliteit : Leunkast van Marjolijn van Puffelen - Eervolle vermelding : hanglamp van Ajo Smedema | n.v.t. | Kirk Tijl voor tafel Alive - Eervolle vermelding : Kirk Tijl voor meeneemstoeltje Cling.                                                                                   |
| 1997 | fauteuil BOBO, ontwerper Gerard van den Berg | vloeiend vormgegeven bureau, ontwerper Richard Hutten voor Prijs voor Industriële productkwaliteit : Thijs Korpershoek voor verbanddoos | n.v.t. | Chris Slutter voor wandlamp |
| 1998 | Fauteuil Lotus, ontwerper René Holten - Eervolle vermelding salontafel Pebbles van Marc Leeflang en Bint | n.v.t. Prijs voor Industriële kwaliteit: de lamp Wiep van Martijn Ritzema | n.v.t. | Martijn Prins met Link, een schakelbaar element voor een boekenkast - Eervolle vermeldingen: barkruk van Muriel Appel - Eervolle vermelding Tafel en Scherm van Rob Sprang |
| 1999 | kubusachtige bank, ontwerper Jan des Bouvrie, fabrikant Gelderland - Eervolle vermelding wasmand met droogrek 'Butterfly' van Sven Schimmen (fabrikant: Made by Humans) - Eervolle vermelding en naar een wasmand met droogrek en een staande lamp. | n.v.t. Prijs voor Industriële produktkwaliteit: niet toegekend - eervolle vermelding naar de kruk 'Dreibein' van Simon Barteling. | n.v.t. | Bob Copray en Stephan Scholten met hun Project Unit. Gedeeld met: Harm de Klein voor zijn 'Plooistoel'                                                                     |

## Publicaties
- Sebregts, Ellen. Een spiegel van ontwerpen, Overzicht van tien jaar Nederlandse meubelprijzen, 1994.

Flyers en dergelijke
- Folders Nederlandse Meubelprijzen, Adviesbureau Schulp, 1987.
- Prijswinnaarsbrochure Nederlandse Meubelprijzen 1993, isroelie, 1993.
- Prijswinnaars en uitnodiging Nederlandse Meubelprijzen 1994, isroelie, 1994.